# Guesálaz
Guesálaz (o Gesalatz in basco) è un comune spagnolo situato nella comunità autonoma della Navarra, a 35 km da Pamplona.